# Efecte Magnus

Efecte Magnus.

L'efecte Magnus, denominat així en honor del físic i químic alemany Heinrich Gustav Magnus (1802-1870) que el descriví el 1853, és el nom donat al fenomen físic que afecta la trajectòria d'un objecte en rotació que es desplaça per un fluid, en particular, l'aire. És producte de diversos fenòmens, inclòs el principi de Bernoulli i el procés de formació de la capa límit en el fluid situat entorn dels objectes en moviment.
Un objecte en rotació crea un remolí d'aire al seu entorn. Sobre un costat de l'objecte, el moviment del remolí tindrà el mateix sentit que el corrent d'aire al qual està exposat l'objecte. En aquest costat la velocitat augmentarà. A l'altre costat, el moviment del remolí es produeix en el sentit oposat al del corrent d'aire i la velocitat es veurà disminuïda. La pressió de l'aire es veu reduïda per la pressió atmosfèrica en una quantitat proporcional al quadrat de la velocitat, de manera que la pressió serà menor en un costat que a l'altre, causant una força perpendicular a la direcció del corrent d'aire. Aquesta força desplaça en la direcció de la trajectòria que tindria si no existís el fluid.
A la imatge, en la qual una esfera observada lateralment s'està desplaçant cap a la dreta (raó per la qual la velocitat de l'aire circumdant respecte de l'esfera va cap a l'esquerra) i gira en el sentit de les agulles del rellotge, la velocitat de l'aire en el punt més baix de l'esfera augmenta pel fregament d'aquesta rotació. Així mateix, en el punt més alt, la rotació de l'esfera s'oposa al corrent d'aire i frena aquest corrent. Per això, en el punt més baix de l'esfera apareix una pèrdua de pressió respecte del més alt que empeny l'esfera cap avall.
Sovint es fa referència a aquest efecte a l'hora d'explicar moviments estranys però comunament observats en esports que fan ús de boles i pilotes en rotació, especialment en el golf, beisbol, futbol, tennis, tennis de taula, billar o cricket, o en els bumerangs. No obstant això, l'efecte Magnus no és el responsable del moviment de la bola de cricket vist al swing bowling. En el futbol, aquest efecte és responsable de la dita «corda». En llocs amb una altura considerable sobre el nivell de la mar aquest efecte és notablement menor, creant el fenomen que «la pilota no es doblegui».